# ملعب يافلا

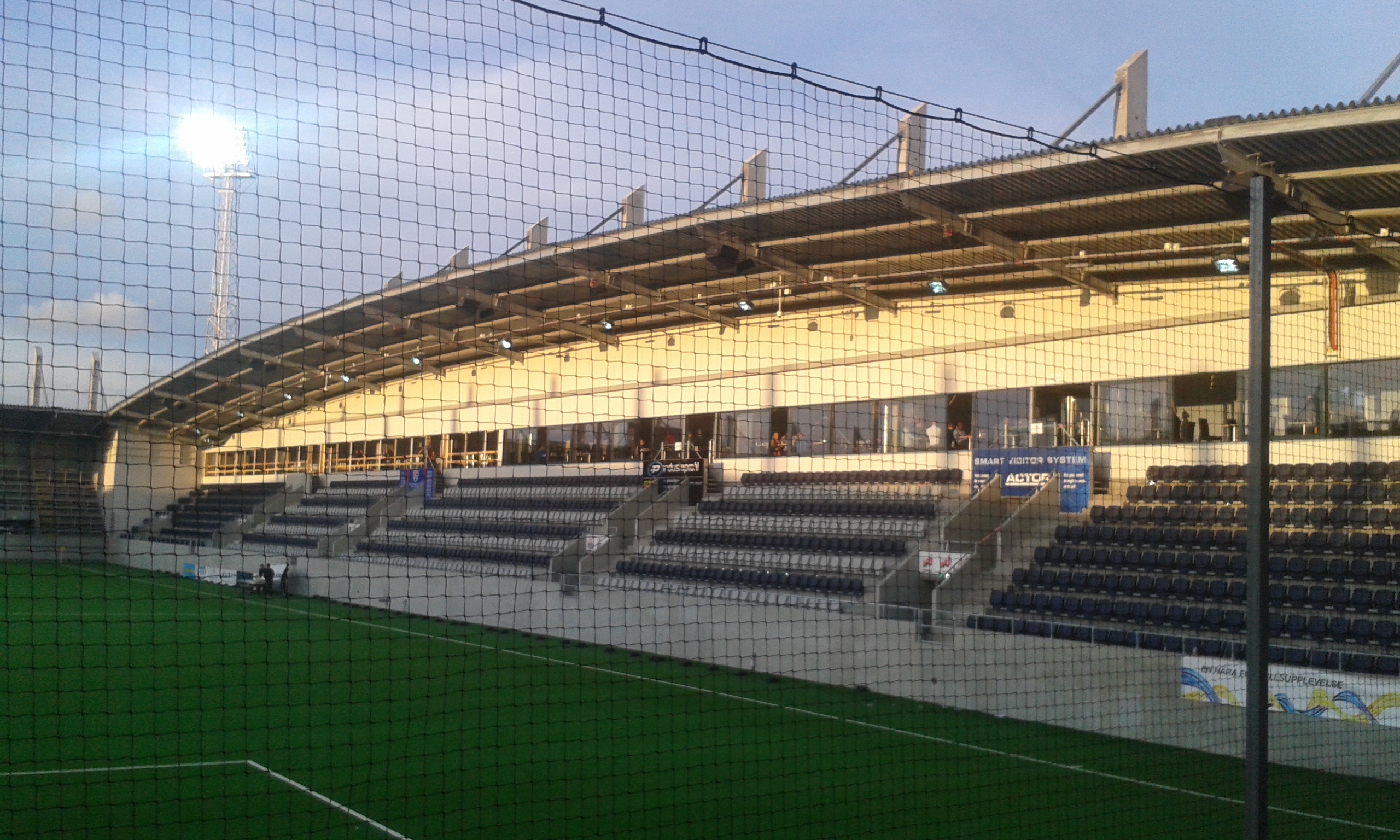
صورة للملعب

ملعب يافلا (بالسويدية: Gävlevallen) هو ملعب كرة قدم في مدينة يافلا في السويد. تم بناء الملعب من كلا نادي غيفلي و بلدية مدينة يافلا. 
يتسع الملعب إلى 6500 مشجع ويقع من مننطقة ساترا (بالسويدية: Sätraåssen) في مدينة يفله السويدية. 

## تاريخ الملعب
تمت مناقشة بناء الملعب لمدة أربع قبل أن تعلن كل من بلدية يافلا و نادي غيفلي بإعلان الموافقة على بناء الملعب. إن السبب الرئيسي لبناء الملعب هو المعايير التي قام اتحاد السويد لكرة القدم بوضعها في عام 2014.  و قد عوض الملعب الجديد ملعب سترومفالين الذي كان المعلب الرئيسي لفريق غيفلي لسنوات عديدة.
تمت تسميت الملعب عن طريق انتخاب من قبل بلدية يافلا عن طريق الشابكة. 
تمت أول مباراة في الملعب بتاريخ 20 مايو من عام 2015، عندما فاز الفريق صاحب الأرض غيفلي على ضيفه نادي جي أي أف سوندسفال (بالسويدية: GIF Sundaval) بنتيجة (3-1).